# Luganka
Luganka - Луганка (rus) - és un poble de l'óblast de Bélgorod, a Rússia. El 2010 tenia 252 habitants. Pertany al districte (raion) de Stari Oskol.